# Lunds Boxningssällskap
Lunds Boxningssällskap (Lunds BS) är en av Sveriges mest anrika boxningsklubbar, med en historia som sträcker sig över mer än åttio år. Grundad 1941 har klubben blivit en institution inom svensk boxning, känd för att fostra boxare som tävlat både nationellt och runt om i Europa.

## Historik och grundande
Det var i skuggan av andra världskrigets Europa som några unga entusiaster i Lund samlades efter en annons i Lunds Dagblad 1941 för att bilda en klubb där boxning skulle stå i centrum. Det första mötet hölls på Evas Condis.
De första träningarna skedde i Danspalatset Södran på Södergatan. 1943 flyttade klubben till Idrottshallen vid Högevallsbadet.

## Guldåren 2013–2019: Bröderna Zeins era och träningsmiljöns kraft
Denna period är en av de mest framgångsrika i Lunds BS historia. Bröderna Firas och Sirasch Zein stod som ledstjärnor i en trupp som präglades av teknisk skicklighet, kämpaglöd och stark sammanhållning. Tillsammans med sina klubbkamrater och under ledning av tränarna Hisham Zaben, Arash Ghavamnejad och Jens Andersson, skapades en professionell och hårt arbetande miljö.
Under dessa år gjorde klubben regelbundet avtryck i tävlingar runt om i Europa, och boxarna fick erfarenheter genom deltagande i prestigefyllda internationella turneringar och träningsläger.

## VM-guld
- 2001, 2005 Anna Laurell

## SM-guld
- 2001, 2002, 2004 Said El-Tahan
- 2001, 2003, 2006, 2008 Anna Laurell [1]
- 2009, Omar Abdul-MajiI’d
- 2015, 2016, 2017, 2018, 2019 Firas Zein
- 2015, 2016, 2017, 2018, 2019, Sirach Zein

## Aktiva tävlingsboxare
- Firas Zein
- Sirach Zein
- Tamim Khan
- Admir Babic
- Steven Dang
- Alan Szelag